# 雲を翔びこせ
『雲を翔びこせ』（くもをとびこせ）は、TBS系列で1978年9月28日21:05 - 22:55に放送された日本のテレビドラマである。

## 概要
武蔵国榛沢郡血洗島村（後の埼玉県深谷市血洗島）出身で明治期に実業家として名を成した渋沢栄一を主人公とした作品で、「近代国家の日本を作り上げたのは薩長土肥の志士だけではない」といった視点から、彼の青年期における人格形成や幕末における群像劇が描かれた。主演は西田敏行、脚本は広沢栄、演出は鴨下信一、ナレーションは渥美清が担当した。西田と親交がある武田鉄矢の演じる渋沢喜作と栄一が衝突するシーンや、尾高長七郎役としてミュージシャンのチャーが抜擢された点なども本作の見どころとなっている。
劇中では西田の演じる栄一らが江戸の御殿山にあった英国公使館の焼き討ちを計画し、同様の計画を企図した長州藩の志士らと関わることになっているが、実際に栄一らの企図した焼き討ち計画は横浜の異人街を対象としたものである。また、計画自体も長七郎の反対により中止となっている。
本放送時は通常当枠で放送している『ザ・ベストテン』を休止、21:00から5分間を使いその週のランキングをダイジェストで放送した。当ドラマの放送開始が21:05になっているのはこのためである（1978年9月28日付の『朝日新聞』朝刊では「ベストテン情報」とのみ記されている）。

## あらすじ
安政5年（1858年）、武蔵国榛沢郡血洗島村で養蚕業、藍玉業を営む渋沢家の長男、渋沢栄一と尾高千代の婚礼が行われるところから物語が始まる。血気盛んな栄一は従兄の渋沢喜作と共に攘夷運動に傾倒し、弱体化した幕府に代わる自分たちのための幕府についての夢を語り合う。やがて、栄一は喜作や尾高新五郎、長七郎、平九郎兄弟らと共に江戸の御殿山に建設中の英国公使館の焼き討ちを計画するが、決行当日になり長州藩士に先を越されたうえ、その巻き添えとなり幕府に追われる身となる。
栄一と喜作は旧知の平岡円四郎を頼って京都へと落ち延びると、平岡の勧めで一橋慶喜に仕えることになる。二人は聡明な指導者という評判の慶喜に攘夷の決行および、新しい政治体制の実現に期待をする。一方で、栄一は各藩の対立と抗争により人材が失われていくことに、喜作は攘夷の志からは外れて政争に巻き込まれていくことに不満を覚える。やがて二人は天狗党の乱での攘夷派への苛烈な処罰を目の当たりにして当惑する。
慶応2年（1866年）、慶喜が15代将軍に就任したことで、栄一と喜作は幕府側の人間となり、栄一は旧勢力の幕引き役と称する慶喜から、フランスで行われるパリ万博へ赴くように命じられる。栄一は異国の姿を見定めたいという好奇心からこの命を承諾し、あくまでも武威を振るうことを望む喜作の制止を振り切って渡欧する。帰国後、栄一は朝敵と見なされ静岡で蟄居をしていた慶喜と再会し、欧州で経験した「身分の差がなく、経済の力が人々を豊かにし、国を豊かにする」という長所を取り入れることこそが国のためになると説く。それを聞いた慶喜は彼に対し、明治新政府への出仕を勧める。
大蔵省へ入省した栄一だが、それぞれの組織の利益を主張するばかりで、民をないがしろにする新政府の面々に疑問を感じる。こうした中、従兄弟の新五郎と再会すると同志たちの顛末を聞かされ、さらに慶喜の名誉のためにと戊辰戦争を戦い抜いた喜作と再会し、彼から初心を忘れたのかと問われる。その夜、栄一は千代に対し「自分たちのための幕府」作りのために邁進する旨を伝える。
大蔵省を退官した栄一は、第一国立銀行の創設を皮切りに多種多様な企業の設立に関わっていく。途中、列強国に対抗するべく互いに手を組もうという政商の阪田彌左衛門や、国家の発展のため政界への復帰を願う井上聞多からの誘いを受けるが、これを固辞して生涯を通じて経済活動、福祉・教育などの社会文化事業に邁進する。彼には、国政とは常に距離を置き一農夫としての立場を貫くという信念があり、若かりしころの理想をいつまでも忘れなかった、というナレーションが流れて物語を終える。

## キャスト
エンディングクレジット順に記載。
渋沢栄一
演 -  西田敏行
本作の主人公。相手の懐に入り込むことに長けた人物。攘夷派の志士から転じて一橋慶喜の家臣となる。慶喜が15代将軍に就任したことで幕臣となり、慶喜の命によりフランスで行われたパリ万博へ赴き見聞を広め、明治期に大蔵省に入省した後に多種多様な企業の設立に関わる。
渋沢喜作
演 -  武田鉄矢
栄一の親戚。直情型の性格。栄一と共に攘夷派の志士から転じて一橋慶喜の家臣となるが、攘夷の志から外れていくことに疑問を感じる。戊辰戦争の際に新政府軍に反抗して振武軍を立ち上げ、国内を転戦した後に函館で捕縛される。
尾高新五郎
演 -  柴俊夫
千代の兄。攘夷派の志士として、英国公使館焼き討ちに参加。戊辰戦争の際に喜作の立ち上げた振武軍に加わり、飯能の戦いで負傷する。維新後、栄一と再会し弟たちの最期を伝える。
尾高長七郎
演 -  チャー
千代の兄。豪放磊落な性格。攘夷派の志士として、栄一らを川添や鳥飼に引き合わせる。英国公使館焼き討ち後に幕府に捕縛され、獄中での生活中に精神を病む。栄一の尽力により出獄したものの、戊辰戦争の最中に病死する。
尾高平九郎
演 -  川崎麻世
千代の弟。攘夷派の志士として、英国公使館焼き討ちに参加。戊辰戦争の際に新五郎と共に振武軍に加わり、飯能の戦いで戦死する。
鳥飼直助
演 -  平田満
上州出身の農民。北辰一刀流の使い手や攘夷派志士と称して栄一らと関わる。英国公使館焼き討ち後は巧みに難を逃れ、維新後は明治新政府内で職を得る。
川添愼之助
演 -  三浦洋一
水戸藩出身の攘夷派志士。英国公使館焼き討ち後、天狗党の乱に加わり攘夷の決行を訴えるも斬首される。
渋沢千代
演 -  池上季実子
栄一の妻。
小菊
演 -  三林京子
京都の芸妓。襲撃に巻き込まれそうになった栄一を機転を利かせて助ける。
渋沢市郎右衛門
演 -  大滝秀治
栄一の父。「渋沢・中ノ家」当主。
渋沢えい
演 - 入江杏子
栄一の母。
岡部陣屋代官
演 -  長谷川哲夫
榛沢郡を治める岡部藩の代官。血洗島村の住民に権威的な態度をとる。
配役不明
演 -  蟹江敬三

渋沢宗助
演 - 佐野浅夫
栄一の叔父で「渋沢・東ノ家」当主。
水戸藩士・某
演 -  横尾忠則
平岡円四郎暗殺の実行犯。
配役不明
演 -  松崎しげる

三条実美
演 -  小室等
明治新政府の右大臣。
西郷隆盛
演 -  金田竜之介
薩摩藩藩士、明治新政府の参議。慶喜の使いとして薩摩藩邸を訪れた栄一と意気投合する。政界から下野した後に西南戦争を主導し戦死する。
木戸孝允
演 -  細川俊之
明治新政府の参議。
土方歳三
演 -  中山仁
新選組副長。
井上聞多
演 -  関口宏
長州藩藩士、明治新政府の参議。
伊藤俊輔
演 -  大和田伸也
長州藩藩士、明治新政府の参議。
大久保利通
演 -  井上孝雄
明治新政府の参議。
岩倉具視
演 -  渡辺文雄
明治新政府の大納言。
一橋慶喜
演 -  片岡孝夫
徳川幕府15代将軍。身分を問わず人材を登用するが、自身は最後の将軍として旧勢力の幕引き役となることを切望する。
阪田彌左衛門
演 -  中村敦夫
維新後に財を成した政商。栄一に対して互いに手を組み権益を独占しようと働きかける。
平岡円四郎
演 -  田村高廣
一橋慶喜の家臣。栄一と喜作を一橋家の家臣に取り立てるが、後に慶喜の身代わりとして暗殺される。
大隈重信
演 -  石坂浩二
明治政府の民部・大蔵卿。
ナレーター - 渥美清

## スタッフ
- プロデュース：宮武昭夫、竜至政美
- ディレクター・監督：鴨下信一
- 脚本：広沢栄
- 脚本協力：阿井文瓶[8]
- 音楽：都倉俊一
- 製作：TBS